# L'amante di 5 giorni
L'amante di 5 giorni (L'amant de cinq jours) è un film del 1961 diretto da Philippe de Broca.

## Trama
Clara, una giovane inglese, vive a Parigi con il marito Giorgio, archivista del governo, e due figli piccoli.
Grazie a Maddalena, un'amica stilista, conosce il giovane Antonio. Nonostante sia già impegnato proprio con Maddalena, Antonio corteggia la giovane Clara che accetta il suo invito nel suo lussuoso appartamento.
Le visite si ripetono per cinque pomeriggi a settimana, dato che Clara dedica le serate e i fine settimana alla famiglia.
Maddalena scopre la relazione e organizza una serata invitando non solo Clara e Giorgio, ma anche Antonio.
Clara è però ormai stanca di Antonio e non vuole più vederlo. Il rapporto con il marito riprende quindi com'era prima, fino a quando Clara non incontrerà un nuovo amore occasionale.

## Produzione
Girato a Parigi; alcune scene nel Grande Trianon.

## Distribuzione
Distribuito in Francia il 24 febbraio 1961. In Italia venne bloccato nella prima revisione dalla censura "per l'argomento del film e per numerose scene da ritenersi inadeguate del pudore e della morale". Revisionato ancora nel 1962, venne approvata la distribuzione nelle sale con divieto di visione ai minori di 18 anni.